# Nathalie (film)
Pour les articles homonymes, voir Nathalie.
Ne pas confondre avec Nathalie..., un film d'Anne Fontaine.
Pour plus de détails, voir Fiche technique et Distribution.
Nathalie est un film franco-italien réalisé par Christian-Jaque, sorti en 1957.

## Synopsis
Nathalie est un pimpant mannequin chez le couturier Boran. À l'issue d'une représentation de mode, la comtesse de Lancy l'accuse de vol d'un précieux clip et le commissaire Pipart la soupçonne effectivement. Mais Nathalie se débat comme un beau diable, retrouve le clip, le récupère et voulant le rendre à la comtesse, trouve celle-ci assassinée. Elle était à la tête d'une bande combattue par une autre bande qui enlève Nathalie, prise pour une complice de la comtesse. La jolie fille, futée, joue à fond le double jeu et se fait aider par l'aimable inspecteur Marchal. Les bandits semblent toutefois gagner, et leur chef se dévoile, c'est le couturier Boran, mais Nathalie a plus d'un tour dans son sac et dame le pion au commissaire Pipart.

## Fiche technique
- Titre : Nathalie
- Réalisation : Christian-Jaque
- Scénario : Pierre Apestéguy, d'après son roman Nathalie Princesse, mannequin de Paris, signé sous le pseudo de Franck Marchal
- Adaptation : Jean Ferry, Christian Jaque, Jacques Emmanuel
- Dialogue : Henri Jeanson
- Assistant réalisateur : Raymond Vilette
- Images : Robert Lefebvre
- Opérateur : Roger Delpuech
- Montage : Jacques Desagneaux, assisté de Jacqueline Girard
- Décors : Robert Gys, assisté de Raymond Gabutti et Fred Marpaux
- Son : William-Robert Sivel, Jacques Lebreton
- Musique : Georges Van Parys, Gaston Muller (éditions : Transatlantique)
- Chansons : Œil pour œil et La Loi des amants
- Script-girl : Simone Bourdarias
- Robes de Jean Dessès
- Régisseur général : André Hoss
- Régisseur extérieur : Georges Kougouchoff
- Maquillage : Maguy Vernadet
- Coiffures : Ginette Farnelli
- Photographe de plateau : Jean-Louis Castelli
- Tournage du 1er avril au 20 août 1957 dans les studios "Photosonor" de Courbevoie et "Franstudio" de Joinville - extérieurs dans les grands magasins du Printemps et l'aéroport de Paris
- Production : Société Française de Cinématographie, Société Nouvelle des Etablissements Gaumont (Paris) - International Film, Electa Compagnie Cinématografica (Rome)
- Directeur de production : Roger de Broin
- Producteur délégué : Roger Ribardeau-Damas, Alain Poiré
- Distribution : Gaumont
- Pellicule 35 mm, noir et blanc
- Enregistrement : Western-Electric - Société Optiphone et Société Artec
- Tirage : Laboratoire G.T.C Joinville
- Genre : Comédie policière
- Durée : 95 minutes
- Première présentation le 04/12/1957
- Visa d'exploitation : 19196
- Affiches : Clément Hurel, Jouineau Bourduge (France)

## Distribution
- Martine Carol : Nathalie Princesse, mannequin
- Michel Piccoli : l'inspecteur Franck Marchal
- Louis Seigner : le commissaire Pipart
- Mischa Auer : Cyril Boran, le couturier
- Philippe Clay : Jacques Flanquart dit "Coco la girafe"
- Jess Hahn : Sam, l'américain
- Lise Delamare : la comtesse de Lancy
- Aimé Clariond : le comte Auguste Claude Superbe de Lancy
- Jacques Dufilho : Simon, le domestique de la comtesse
- Hubert Noël : Serge Lambert, le secrétaire particulier de la comtesse
- Jacques Mauclair : Emile Truffaut
- Pierre Goutas : un acolyte de Coco
- Fernand Rauzena : un acolyte de Coco
- Frédéric O'Brady : l'homme au pied-bot dit "Patins à ressort"
- Corrado Guarducci : le coiffeur
- Grégoire Gromoff : le taxi
- Armande Navarre : Pivoine, une habilleuse
- Françoise Brion : un mannequin
- Luce Fabiole : une voyageuse du car
- Jacques Mancier : un inspecteur
- Blanche Ariel
- André Badin

## Autour du film
- Le film fut interrompu plusieurs semaines à la suite de l'accident de Martine Carol (plusieurs vertèbres déplacées) pendant le tournage de la scène de judo avec Michel Piccoli[1].
- Martine Carol reprendra le rôle 2 ans plus tard, dans Nathalie, agent secret (1959), réalisé cette fois-ci par Henri Decoin.